# Lukovica pri Domžalah
Lukovica pri Domžalah – wieś w Słowenii, w gminie Lukovica. W 2018 roku liczyła 389 mieszkańców.